# Технецијум 99м сумпорни колоид
Технецијум 99м сумпорни колоид је једно од средстава које се користи у нуклеарној медицини за скенирање јетре и слезине  и интравенозно за снимање коштане сржи.

## Карактеристике
| Карактеристике        | Опис |
| --------------------- | --- |
| Енергија фотона       | - 140 кеВ |
| Физички полуживот     | - 6 сати |
| Биолошки полуживот    | - 2 до 3 минута |
| Нормална расподела    | - јетра: 85% - слезина: 10% - коштана срж: 5% |
| Излучивање            | - преко јетре |
| Циљни органи          | - јетра, слезина, коштана срж |
| Фармакокинетика       | - брза екстракција јетром, слезином и коштаном сржи - активно крварење постаје уочљиво како се позадина чисти - мале колоидне честице (0,1-1,0 микрометара) екстраховане ретикулоендотелним системом (РЕС) - локализација зависи од протока - преузимају Купферове ћелије у јетри |
| Остале карактеристике | - колоидна промена код тешке дисфункције јетре - све хепатичне масе осим фокалне нодуларне хиперплазије (ФНХ) су хладне - технецијум-99м сумпорни колоиди се могу припремити од натријум тиосулфата у киселој средини или натријум дитионита у неутралном медијуму редукцијом технецијума на повишеној температури 1 - технецијум-99м-ренијум-сулфид се такође може припремити на повишеној температури од натријум тиосулфата у присуству хидрохолне киселине и калијум перената 1 |
| Пример                | Пример |

## Примена
Критични орган за примену Тц-99м је јетра и слезина са апсорбованом дозом зрачења од 0,34 рада (cGy)/mCi. Тест јетре и слезине може указати на функционалне абнормалности јетре и слезине на основу количине и локације радиоактивног трагача који фагоцитирају фагоцитне ћелије сваког органа. Скенирање јетре/слезине се чешће користило пре широко распрострањеног усвајања компјутеризоване томографије, ултразвука и магнетне резонантне томографије за процену озбиљности оштећења јетре код пацијената са цирозом, повишеним ензимима јетре и за дијагностиковање стања као што је фокална нодуларна хиперплазија и процена повреде слезине код трауматизованихпацијената.
Јетра/слезина се такође може користити за добијање општег прегледа функционалног статуса ретикулоендотелних система јетре и слезине. Скенирање јетре/слезине се такође може користити за откривање хемангиома и може бити индиковано код пацијената који не могу да се подвргну МРТ или КТ скенирању.
Приближно 3 до 10 mCi  Тц-99м сумпорног колоида  датог интравенски користи се за снимање коштане сржи. 
Када се за процену остеомијелитиса користе Тц-99м абнормални унос у жариштима инфекције мора се разликовати од нормалног уноса у ретикулоендотелним елементима у коштаној сржи. Када се користе технецијумски агенси, они се морају убризгавати у тандему један за другим. Међутим, када се користе индијум и технецијум, они се могу користити истовремено и може се извршити студија двоструких изотопа.
| Употреба                                         | дозе и време |
| ------------------------------------------------ | --- |
| Лимфосцинтиграфија                               | - доза: 4-8 инјекција од 3,7 MBq (100 μCi) убризганих интрадермално - окружујући место лезије ради студије меланома - у мрежи прстију на рукама и ногама за студију лимфног мапирања - време снимања: одмах након последње инјекције |
| Скенирање пражњења желуца                        | - доза за одрасле: 37 MBq (1 mCi) у оброку - оброк од пилеће џигерице је био оригинални златни стандард, али чешће се користи кајгана, овсена каша, палачинка или сендвич са јајима; много тога је искоришћено и свака установа одлучује шта треба дефинисати као нормалан оброк за своје пацијенте - педијатријска доза: 1,11-1,85 MBq/kg (30-50 μCi/kg), минимално 18,5 MBq (500 μCi) - време снимања: непосредно - дужина снимања: 2-4 сата |
| Скенирање јетре/слезине                          | - доза за одрасле: 148-296 MBq (4-8 mCi) интравенски - педијатријска доза: 1,11-1,85 MBq/kg (30-50 μCi/kg) минимално 11,1 MBq (300 μCi) - време снимања: 20 min |
| Скенирање крварење из гастроинтестиналног тракта | - доза за одрасле: 370 MBq (10 mCi) интравенски - време снимања: тренутно (1 sec фрејм x 60 sec; 1-2 min фрејм x 20 min) |

## Ограничења
Пацијенткиње које су трудне треба да избегавају процедуру због излагања зрачењу,  јер Тц-99м сумпорни колоид има полуживот од приближно шест сати. 
Потпуни ефекти Тц-99м сумпорног колоида на дете које  мајка доји нису у потпуности схваћени. Мало је вероватно да ће радиоактивност у мајчином млеку бити у истом облику као код одраслих пацијената. Генерално, пацијентице које доје треба да избегавају дојење отприлике 72 сата након теста јетре/слезине.

## Компликације
Тест јетре/слезине је релативно сигурна процедура. Компликације су ретке и укључују:
- алергијску реакцију на радиоактивни трагач.

- изложеност јонизујућем зрачењу, који је такође ризик који захтева процену пре извођења теста јетре/слезине.